# Asociación de Fútbol de China Taipéi
La Asociación de Fútbol de China Taipéi (CTFA, chino tradicional: 中華民國足球協會) es el organismo rector del fútbol en la República de China (Taiwán). Fue fundada en 1936 y desde 1954 es miembro de la FIFA y la AFC.
Compite bajo la denominación de China Taipéi en casi todas las competiciones, forzada por las exigencias de la República Popular China hacia los organismos internacionales para evitar cualquier tipo de trato que pudiese sugerir la independencia de la República de China. Además, debe conformarse con participar con una bandera inventada por dichos organismos para tal efecto.
Desde 1983, la CTFA organiza la Primera División de la República de China en sus distintos formatos, así como los partidos de la selección nacional en sus distintas categorías.